# 尖尾絲隆頭魚
尖尾絲隆頭魚，又稱尖尾絲鰭鸚鯛，為輻鰭魚綱鱸形目隆頭魚亞目隆頭魚科的其中一種，分布於西北太平洋的日本海域，棲息深度42-60公尺，體長可達8.8公分，棲息在海草生長的礁石區海域，生活習性不明。

## 擴展閱讀
維基物種上的相關：尖尾絲隆頭魚